# コーンケンFC
コーンケンFC（タイ語: สโมสรฟุตบอลจังหวัดขอนแก่น, 英語: Khon Kaen Football Club、略称KKFC）は、タイのコーンケン県をホームタウンとするサッカークラブである。クラブのニックネームはT-Rexsである。これはホームタウンのコーンケン県地方が恐竜の化石発掘調査で有名なことに由来している。コンケーンFCとも表記される。

## 歴史
2007年6月21日に設立され、ディヴィジョン1リーグ（2部）に加入した。それ以前はプロヴィンシャル・リーグに所属していた。
2009年は勝ち点差3の4位に終わり、あと一歩のところでプレミアリーグ昇格を逃した。2010年は準優勝し、プレミアリーグ初昇格を果たした。しかし、2011年はプレミアリーグで最下位に終わり、1シーズンでディヴィジョン1リーグに降格した。

### コンサドーレ札幌との提携
2013年6月7日、コンサドーレ札幌により、コーンケンFCとのクラブ間提携パートナーシップの調印式が行われたことが発表された。同年7月には永坂勇人、中原彰吾の2名のローン移籍が発表された。2016年1月21日、コンサドーレ札幌に所属経験がある三浦雅之のコーンケンFC監督就任が発表された。

## タイトル

### 国内タイトル
- タイ・ディヴィジョン1リーグ
  - 準優勝 (1) :  2010

## 過去の成績
- 2005 プロヴィンシャル・リーグ(プロ・リーグ2) : 3位 (昇格)
- 2006 プロヴィンシャル・リーグ(プロ・リーグ1) : 11位
- 2007 タイ・ディヴィジョン1リーグ グループA : 4位
- 2008 タイ・ディヴィジョン1リーグ : 8位
- 2009 タイ・ディヴィジョン1リーグ : 4位
- 2010 タイ・ディヴィジョン1リーグ : 2位 (昇格)
- 2011 タイ・プレミアリーグ : 18位 (降格)
- 2012 タイ・ディヴィジョン1リーグ : 11位
- 2013 タイ・ディヴィジョン1リーグ : 16位
- 2014 タイ・ディヴィジョン1リーグ

## 歴代所属選手
- 服部昇太朗 2012
- 中谷勇介 2013 - 2015
- 永坂勇人 2013.07 - 2013.11 (札幌からのローン移籍)
- 中原彰吾 2013.07 - 2013.11 (札幌からのローン移籍)
- 横野純貴 2014.01 - 2014.07 (札幌からのローン移籍)
- 野原有希 2020-2021
- 成田光希 2021

## 提携クラブ
- コンサドーレ札幌[1]